# Emil Krleža
Emil (Ečo) Krleža (Čakovec 22. travanj 1920.– Zagreb 10. siječanj 1974.) bio je hrvatski boksač i boksački trener.

## Životopis
Rođen je u Čakovcu 22. travnja 1920. u obitelji Stjepana Krleže ili Kerleže (kako je upisan) i Regine rođ. Kenđer (vjerojatnije Kenđel). Kršten je 28. travnja 1920. u čakovečkoj župnoj crkvi. 1937. S nepunih 17 godina osvojio je prvenstvo tadašnje Savske Banovine u srednjoj kategoriji. Jednak uspjeh postigao je i sljedeće 1938. godine, a 1940. prvak je Banovine Hrvatske u poluteškoj kategoriji. Državni prvak tadašnje Kraljevine Jugoslavije u srednjoj kategoriji bio je 1938. i 1939., a 1940. u poluteškoj. Već 1937. godine član je državne reprezentacije na susretima protiv Rumunjske i Čehoslovačke u Temišvaru, a sljedeće godine protiv Rumunjske i Moravske u Pragu i Brnu. Tijekom Drugog svjetskog rata Krleža nije prekidao svoju boksačku karijeru, nego ju je jednako uspješno nastavio i u NDH kao član Teškoatletskoga kluba „Croatia“ iz Zagreba.
Godine 1942. postaje državni prvak u srednjoj kategoriji, a 1943. i 1944. u poluteškoj. S državnom reprezentacijom NDH u poluteškoj kategoriji nastupio je na  I. ratnom prvenstvu Europe u Wroclawu protiv Mađarske, Slovačke i Rumunjske 1942. i na troboju Hrvatska–Rumunjska–Slovačka 1944. u Bukureštu. Potom je, navodno kao aktivist narodnooslobodilačkog pokreta, uhićen i odveden u koncentracijski logor u Njemačkoj. Poslije rata i povratka iz logora djelovao je u klubovima: „Lokomotiva“, „Borac“  i  „Metalac“ u Zagrebu, te „Milicioner“ u Beogradu. Postaje 1947. godine prvak Balkana u teškoj kategoriji, a u istoj kategoriji prvak je Jugoslavije 1950., dok je 1952. prvak u poluteškoj. Poslije povlačenja iz ringa bio je trener u klubovima „Jedinstvo“ i „Metalac“.
Umro je 10. siječnja 1974. godine u Zagrebu, u 54. godini života.